# تپه خان کندی کنازک
تپه خان کندی کنازک مربوط به دوران پیش از تاریخ ایران باستان - دوران‌های تاریخی پس از اسلام است و در شهرستان نمین، روستای کنازق واقع شده و این اثر در تاریخ ۱۶ تیر ۱۳۶۴ با شمارهٔ ثبت ۱۶۷۹ به‌عنوان یکی از آثار ملی ایران به ثبت رسیده است.